# 1134
| [ Edytuj tabelę ]          |                                                         |
| Książę Polski              | - 1102 Bolesław Krzywousty 1138                         |
| Król Angkoru               | - 1113 Surjawarman II 1150                              |
| Król Anglii                | - 1100 Henryk I 1135                                    |
| Król Aragonii i Nawarry    | - 1104 Alfons I Waleczny 1134                           |
| Król Aragonii              | - 1134 Ramiro II Mnich 1137                             |
| Hrabia Barcelony           | - 1131 Rajmund Berengar IV Święty 1162                  |
| Książę Bawarii             | - 1126 Henryk X Pyszny 1139                             |
| Książę Burgundii           | - 1102 Hugo II 1143                                     |
| Cesarz Bizancjum           | - 1118 Jan II Komnen 1143                               |
| Cesarz Chin                | - 1127 Song Gaozong 1162                                |
| Książę Czech               | - 1125 Sobiesław I 1140                                 |
| Król Danii                 | - 1104 Niels Stary 1134 - 1134 Eryk II Pamiętny 1137    |
| Władca Egiptu              | - 1130 Al-Hafiz 1149                                    |
| Król Francji               | - 1108 Ludwik VI Gruby 1137                             |
| Król Gruzji                | - 1125 Dymitr I 1156                                    |
| Hrabia Holandii            | - 1121 Dirk VI 1157                                     |
| Cesarz Japonii             | - 1123 Sutoku 1141                                      |
| Kalif                      | - 1118 Al-Mustarszid 1135                               |
| Król Kastylii              | - 1126 Alfons VII 1157                                  |
| Wielki książę Kijowa       | - 1132 Jaropełk II 1139                                 |
| Patriarcha Konstantynopola | - 1111 Jan IX Agapet 1134 - 1134 Leon Styppes 1143      |
| Władca Korei               | - 1122 Injong 1146                                      |
| Państwo Almorawidów        | - 1106 Ali ibn Jusuf 1143                               |
| Król Nawarry               | - 1134 Garcia IV 1150                                   |
| Król Norwegii              | - 1130 Harald IV Gille 1136 - 1130 Magnus IV Ślepy 1135 |
| Książę Obodrzyców          | - 1131 Niklot 1160                                      |
| Hrabia Palatynatu          | - 1129 Wilhelm z Ballenstadt 1139                       |
| Papież                     | - 1130 Innocenty II 1143                                |
| Hrabia Portugalii          | - 1112 Alfons I Zdobywca 1139                           |
| Sułtan Rumu                | - 1116 Masud I 1156                                     |
| Książę Rusi halickiej      | - 1124 Iwan I 1141                                      |
| Cesarz Rzymski (niemiecki) | - 1133 Lotar III 1137                                   |
| Książę Saksonii            | - 1127 Henryk II Pyszny 1138                            |
| Sułtan Wielkich Seldżuków  | - 1118 Ahmad Sandżar 1157                               |
| Król Szkocji               | - 1124 Dawid I Szkocki 1153                             |
| Król Szwecji               | - 1130 Swerker I Starszy 1156                           |
| Doża Wenecji               | - 1130 Pietro Polani 1148                               |
| Król Węgier                | - 1131 Bela II Ślepy 1141                               |

Rok 1134 / MCXXXIV
stulecia: XI wiek ~
XII wiek ~
XIII wiek

lata: 1124 «
1129 «
1130 «
1131 «
1132 «
1133 «
1134
» 1135
» 1136
» 1137
» 1138
» 1139
» 1144

## Wydarzenia w Polsce
- wyprawa wojsk polsko-pomorskich na Danię. Nieudany atak na Roskilde.

## Wydarzenia na świecie
- niemiecki król Lotar III rozkazał zbudować na górze Kalkberg gród Segesberg, z którego miały być prowadzone ataki na Słowian połabskich (Wagrów, Obodrzyców, Połabian).

## Urodzili się
- 3 czerwca - Gotfryd VI, hrabia Andegawenii, Maine i Nantes (zm. 1158)

## Zmarli
- 10 lutego – Robert II Krótkoudy, książę Normandii (ur. ok. 1054)
- 4 czerwca – Magnus Silny, król Szwecji i książę Szlezwika (ur. 1106)
- 6 czerwca – Norbert z Xanten, arcybiskup Magdeburga, założyciel norbertanów, święty katolicki (ur. ok. 1080)
- 25 czerwca – Mikołaj, król Danii, zamordowany (ur. ok. 1064)
- 7 września – Alfons I Waleczny, król Aragonii i Nawarry (ur. ok. 1073)
- data dzienna nieznana :
  - Thông Biện — wietnamski mistrz thiền ze szkoły vô ngôn thông